# La Micoque
La Micoque és un jaciment arqueològic d'època paleolítica situat en el municipi de Les Eyzies-de-Tayac-Sireuil en el departament de la Dordonya, al sud-oest de França. Va ser declarat Patrimoni de la Humanitat per la Unesco l'any 1979, formant part del lloc «Llocs prehistòrics i grutes decorades de la vall del Vézère» amb el codi 85-004.
Ha subministrat nombrosos vestigis lítics del Paleolític inferior i és el lloc epònim del Micoquià i del Taiacià.

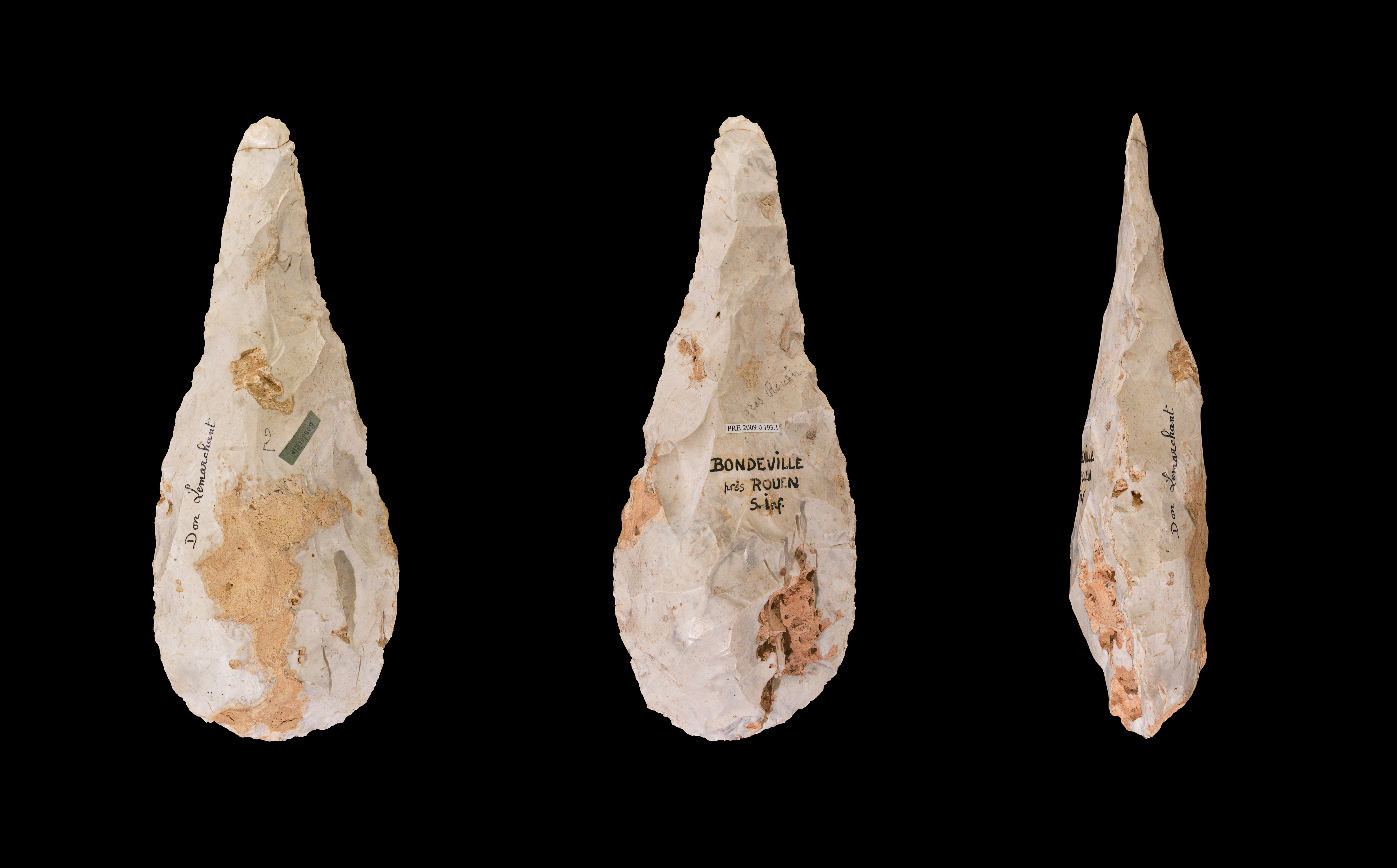
Bifaç Miocoque - Museu de Tolosa de Llenguadoc

## Història
Coneguda des de l'any 1895, ha estat objecte de nombroses excavacions (per E. Cartailhac, O. Hauser, etc) de vegades poc metòdiques fins a arribar a les de D. Peyrony de 1926 a 1932. Aquest va descriure la seqüència estratigràfica distingint 15 capes que inclouen 6 nivells arqueològics.
La indústria lítica va ser estudiada per F. Bordes que va emprendre una excavació reduïda l'any 1956.
A principis dels anys setanta, la seqüència va ser revisada una primera vegada per H. Laville i J. Ph. Rigaud, després aquest últim en col·laboració amb A. Debénath va realitzar noves excavacions de 1989 a 1997.
Una nova revisió de la història sedimentària del dipòsit va ser publicada per J. P. Texier i P. Bertran l'any 1993.

## Seqüència estratigràfica
Segons aquest últim estudi, els dipòsits de la Micoque poden subdividir-se en tres conjunts sedimentaris encaixats:
- un conjunt inferior (corresponent a les capes I a XII distingides per Laville i Rigaud), d'un grossor de 2,50 m, constituït per còdols i graves, i desproveït de vestigis arqueològics;
- un conjunt mitjà (corresponent a les capes A a M de Peyrony, compost d'una unitat argilenca d'un metre de grossor a la base (c. A) i de còdols i graves calcàries granoclassés sobre 7 metres de grossor, interestratificats amb nivells vermells areno-argilencs (nivells I, H i L de Peyrony). Pràcticament se li associen tots els nivells arqueològics del lloc, en particular el Taiacià;
- un conjunt superior, sorrenc-argilenc, d'un grossor mitjà de 2 m, avui absent del tall testimoni. El nivell arqueològic que condueix a la definició del Micoquià podria trobar-se a la base d'aquest conjunt, però no ha estat trobat en les excavacions recents.

Aquells que anteriorment es consideraven el resultat de fenòmens crioclàstics (esclats i moviments vinculats al fred), els còdols i les graves dels conjunts inferiors i mitjans presenten totes les característiques de materials al·luvials, dipositats per un curs d'aigua. Aquests nivells corresponen a dipòsits de llits creuats de rius, la qual cosa està confirmada per la presència de gasteròpodes característics dels medis aquàtics temperats. Els nivells vermells intercalats corresponen a fluxos en massa que discorren pel vessant sobre el lloc, i no en sòls fòssils rentats com es pensava anteriorment.
Les dades geològiques (altitud de la terrassa a la base del conjunt mitjà) i de nombroses datacions (ESR i O/Th) permeten avançar una edat inclosa entre les fases isotòpiques 12 (aproximadament de fa 440-470.000 anys) i 10 (fa 350-370.000) per als conjunts inferiors i mitjans. Els al·luvions argilencs amb gasteròpodes a la base del conjunt mitjà corresponen a una fase interglacial, lògicament les OIS 11 (370-440.000 anys). El conjunt superior s'estableix probablement durant l'Holocè.

## Indústries lítiques
Els nivells arqueològics del conjunt mitjà es van veure afectats per importants fenòmens posteriors a la deposició, vinculats al mitjà fluvial (com a desplaçaments), imposant-se per tant una gran prudència en el seu estudi. Inclouen el Taiacià definit per H. Breuil (capes 4 i 5). Aquesta indústria es caracteritza per un tall poc elaborat associat a una eina que recorda el Mosterià, amb nombrosos raspadors i sobretot denticulats i osques associats a rars bifaços atípics. Tenint en compte la seva antiguitat i les seves característiques, François Bordes ho considerava com una forma premusteriana.
El Micoquià (base del conjunt superior, nivell N/capa 6) es defineix com un Acheulià final, implicant bifaços especialment cuidats alguns dels quals tenen vores convexes. Està en curs un nou estudi d'aquesta indústria.
Les indústries d'aquest jaciment es troben entre les més antigues del Perigord i són d'una importància fonamental per a la comprensió de la Prehistòria de la regió, i fins i tot de més enllà.